# Fayette (Utah)
Pour les articles homonymes, voir Fayette.
Fayette est une municipalité américaine située dans le comté de Sanpete en Utah.
Lors du recensement de 2010, sa population est de 242 habitants. La municipalité s'étend alors sur une superficie de 0,42 mille carré (1,09 km2).
Fondée en 1861 par James Bartholomew, la localité est vite abandonnée puis reconstruite en 1866. D'abord appelée Warm Creek, du nom d'un ruisseau, elle est renommée Fayette en référence à Fayette (New York), où s'est organisée la première église mormonne.